# Jennifer Makumbi
Jennifer Nansubuga Makumbi, née en 1967, est une romancière et nouvelliste ougandaise, écrivant en anglais. Ses écrits s'appuient fortement sur les traditions orales des Gandas, en particulier les mythes, les légendes, les contes et les dictons populaires.

## Biographie
Jennifer Nansubuga Makumbi naît en 1967 et grandit à Kampala, en Ouganda. Ses parents se séparent quand elle a deux ans et pendant deux ans elle vit avec son grand-père. Sous le régime d'Idi Amin Dada, son père, banquier, est arrêté et brutalisé. Jennifer Makumbi est élevée ensuite par sa tante. Elle vit d'abord avec sa famille à Nakasero, puis plus tard à Kololo. Elle effectue des études supérieures en anglais et littérature anglaise à l'université islamique d'Ouganda, où elle dirige une revue universitaire, The IUIU Mirror. Puis elle enseigne, à la fin des années 1990, tout en se consacrant à l'écriture. En septembre 2001, elle entre à l'université métropolitaine de Manchester pour une maîtrise en création littéraire. Elle obtient ensuite un doctorat en création littéraire à l'université de Lancaster. Elle enseigne ensuite dans plusieurs universités du Royaume-Uni, s'installe à Manchester avec son mari et son fils.
Son roman, Kintu, remporte en 2013 le Kwani Manuscript Project, fondé par l’écrivain et militant LGBT Binyavanga Wainaina,,,. Publié en anglais par Kwani Trust en 2014, une traduction française par Céline Schwaller, sort aux éditions Métailié en 2019. Ce roman secoue les clichés sur la virilité de l’homme africain. Une de ses nouvelles remporte aussi le Prix de la nouvelle du Commonwealth en 2014. En 2018, elle reçoit également le prix de littérature Windham-Campbell dans la catégorie romans.
In 2021, son roman The First Woman reçoit le Jhalak Prize (en).

## Principales publications

### Romans
- Kintu, Kwani Trust, Nairobi, 2014 (ISBN 978-9966-1598-9-2, lire en ligne)
- The First Woman, Oneworld Publications, 2020
- A Girl Is A Body of Water, Tin House Books, 450 p. (ISBN 1951142551)

### Nouvelles
- Manchester Happened, Oneworld Publications, 2019 (ISBN 9781786075895)

### Short stories
- "Let’s Tell This Story Properly", dans la revue Granta, 2014
- "The Joys of Fatherhood", dans African Writing Online
- "The accidental sea man", dans Moss Side Stories, 2012